# Yoshio Ninomine
Yoshio Ninomine (jap. ニ峰 良四郎, Ninomine Yoshio; * 2. Juli 1942 in der Präfektur Hokkaido) ist ein früherer japanischer Biathlet.
Yoshio Ninomine war während seiner aktiven Zeit wie auch ein Großteil der japanischen Biathleten nach ihm bei den Bodenselbstverteidigungsstreitkräften beschäftigt und trat für diese auch international an. Sein größter internationaler Erfolg war die Teilnahme an den Olympischen Winterspielen 1964 in Innsbruck. Er war der erste Japaner, der in einem olympischen Biathlon-Wettbewerb an den Start ging. Mit einer mittleren Laufzeit und nur drei Schießfehlern erreichte er am Ende den 26. Rang und platzierte sich damit im Mittelfeld des Wettbewerbs.